# 丁伟 (1956年)
丁伟（1956年7月—），中华人民共和国政治人物、外交官。

## 生平
2010年，接替孙玉玺，担任中华人民共和国驻意大利大使。
2013年6月至2017年7月任中华人民共和国文化部副部长。

## 荣誉

### 外国勋章奖章
- 意大利共和国功绩大十字骑士勋章（義大利語：Ordine al merito della Repubblica Italiana）（意大利，2013年4月18日公布[2]，2013年6月25日于罗马总统府奎里纳莱宫颁发[3]）